# 上原哲
上原 哲（うえはら てつ、1994年2月5日 - ）は、日本の元ラグビー選手。

## プロフィール
- 千葉県出身[1]。
- ポジションはスタンドオフ(SO)。
- 身長 177cm、体重 86kg
- ニックネームはてつ。
- U17関東代表候補に選ばれたことがある[2]。

## 来歴
2012年、茗溪学園高校卒業後、明治学院大学に入る。
2016年、明治学院大学卒業後、キヤノンイーグルスに加入。同年9月16日に行われたジャパンラグビートップリーグ第4節のリコーブラックラムズ戦に途中出場で公式戦初出場を果たす。
2021年、現役を引退した。